# Constant Jouis
Constant Jouis est un homme politique français né le 30 octobre 1865 à Saint-Denis-de-Gastines (Mayenne) et décédé le 15 mai 1954.

## Biographie
Médecin, il s'installe en 1891 à Andouillé, dont il est conseiller municipal de 1896 à 1954 et maire de 1905 à 1945. 
Il est également conseiller général du canton de Chailland de 1919 à 1949.
Son activité s’est manifestée au Conseil d’arrondissement par de nombreuses interventions et des vœux importants et d’un caractère pratique. Son rôle n’a pas été moins actif pendant la Première Guerre mondiale. En organisant, dans sa commune et dans son canton, le travail, la main d’œuvre agricole, les fournitures de tout ce qui était nécessaire pour tous les travaux,  charbon, engrais etc. Il a assuré pendant quatre ans le service médical d'un hôpital militaire créé et dirigé par lui.
Il est élu aux Élections sénatoriales de 1920, sénateur de la Mayenne de 1920 à 1924. Il se présente en candidature individuelle au Élections sénatoriales de 1924, mais échoue. Il reprend par la suite son cabinet médical.

## Sources
- « Constant Jouis », dans le Dictionnaire des parlementaires français (1889-1940), sous la direction de Jean Jolly, PUF, 1960 [détail de l’édition]